# JHC
JHC is een historisch merk van motorfietsen.
JHC stond voor: Johann Hirschmann & Co. Motorradbau, Neurenberg.
JHC was een Duits merk dat van 1922 tot 1924 motorfietsen met primitieve eigen 185 cc tweetaktmotoren bouwde.